# Principi d'Acaja (metropolitana di Torino)
Principi d'Acaja è una fermata della metropolitana di Torino, sita in corso Francia presso via Principi d'Acaja e Casa Fenoglio-La Fleur.

## Storia
La fermata è stata resa operativa il 4 febbraio 2006, data dell'inaugurazione della linea 1 metropolitana, e allora rappresentava il secondo scalo dalla stazione capolinea di XVIII Dicembre.
All'interno sono presenti le vetrofanie di Nespolo raffiguranti i simboli e i blasoni della casata di Savoia-Acaia, padrona della Signoria omonima e di Torino dal 1301 (data dell'insignazione di Filippo I di Savoia-Acaia) al 1418 (data della morte di Ludovico di Savoia-Acaia).

## Servizi
- Biglietteria automatica
- Accessibilità per portatori di handicap
- Ascensori
- Scale mobili
- Stazione video sorvegliata